# Świątynia Jowisza Grzmiącego
Świątynia Jowisza Grzmiącego – niezachowana do czasów współczesnych świątynia dedykowana Jowiszowi Grzmiącemu (Iuppiter Tonans), stojąca w starożytności na rzymskim Kapitolu.
Świątynia znajdowała się na południowo-wschodnim zboczu Wzgórza Kapitolińskiego, przy wejściu do Area Capitolina, przypuszczalnie na skrzyżowaniu dzisiejszych via di Monte Tarpeo i via del Campidoglio. Została wzniesiona przez cesarza Augusta w podzięce za cudowne ocalenie, kiedy podczas wyprawy wojennej na Kantabrów w roku 26 p.n.e. piorun uderzył tuż przed cesarską lektyką, zabijając niosącego pochodnię niewolnika (Swetoniusz, Boski August, 29). Uroczyste poświęcenie nowego przybytku miało miejsce w dniu 1 września 22 roku p.n.e.
Dzięki przedstawieniom umieszczonym na emitowanych przez Augusta monetach wiadomo, że świątynia była oryginalnie korynckim heksastylosem. W czasach Domicjana dokonano jednak jej przebudowy, zmieniając porządek na kompozytowy (co poświadcza wizerunek świątyni umieszczony na reliefie z grobowca Hateriuszy). Wewnątrz świątyni znajdował się posąg Jowisza, ukazanego jako nagi mężczyzna stojący w pozie frontalnej, w lewej ręce trzymający berło, w prawej zaś piorun. Fryz budowli ozdobiono reliefami przedstawiającymi przybory kultowe oraz orły, na frontonie natomiast umieszczono ozdobną palmetę. Na attyce nad przyczółkiem znajdowały się dwa pioruny. Przed wejściem do świątyni ustawiono posągi Kastora i Polluksa dłuta Hegiasza.